# Средняя Кочёма
Сре́дняя Кочёма — река в Иркутской области и Красноярском крае России, левый приток Нижней Тунгуски. Длина реки — 212 км. Площадь водосборного бассейна — 2640 км².
Исток реки находится в Эвенкийском районе Красноярского края на Среднесибирском плоскогорье, на высоте более 373 м над уровнем моря. Преимущественно течёт в восточном направлении. После пересечения границы с Иркутской областью с севера огибает гору Гемагин. Русло реки меандрирует, берега участками заболочены. Впадает в Нижнюю Тунгуску по левому берегу на отметке ниже 252 м над уровнем моря, выше впадения Нижней Кочёмы, в 1918 км от устья Нижней Тунгуски. Ширина перед устьем — 20-32 м при глубине 1,1-1,2 м; скорость течения в низовьях составляет 0,3-0,5 м/с. 

## Основные притоки
Указаны поименованные притоки длиной 20 км и более
| Название | Расстояние от устья | Длина | Положение |
| -------- | ------------------- | ----- | --------- |
| Токия    | 110                 | 21    | левый     |
| Оллёгно  | 172                 | 38    | левый     |
| Огнё     | 177                 | 22    | правый    |

## Данные водного реестра
По данным государственного водного реестра России и геоинформационной системы водохозяйственного районирования территории РФ, подготовленной Федеральным агентством водных ресурсов:
- Бассейновый округ — Енисейский
- Речной бассейн — Енисей
- Речной подбассейн — Нижняя Тунгуска
- Водохозяйственный участок — Нижняя Тунгуска от истока до водомерного поста посёлка Кислокан
- Код водного объекта — 17010700112116100067688